# Farád
Farád es un pueblo húngaro perteneciente al distrito de Csorna en el condado de Győr-Moson-Sopron, con una población en 2013 de 1959 habitantes.
Se conoce su existencia desde los siglos XIII-XIV, pero el pueblo original fue destruido por los turcos en 1594 y el actual es una reconstrucción del siglo XVII. Entre 1979 y 1992 pasó a ser un barrio de Csorna, recuperando su estatus administrativo de localidad el 1 de marzo de 1992.
Se ubica en la periferia occidental de la capital distrital Csorna, en la salida de dicha ciudad por la carretera 85 que lleva a Sopron.